# Linda Voortman
Linda Geertruida Johanna Voortman (Enschede, 27 de junio de 1979) es una política neerlandesa que actualmente ocupa un escaño en la Segunda Cámara de los Estados Generales para el período legislativo 2010-2018 por el Izquierda Verde (GroenLinks).

## Vida política
Antes de llegar al parlamento fue dirigente sindical del FNV Bondgenoten desde el 1 de febrero de 2008. En las elecciones parlamentarias del 9 de junio de 2010 se convirtió en miembro del Parlamento por los Verdes, mientras que en las elecciones parlamentarias del 12 de septiembre de 2012 no pudo ser reelegida; sin embargo, tras la renuncia de Jolande Sap el 5 de octubre de 2012, Voortman retomó su condición de Miembro de la Cámara.

### Controversias
En junio del año 2014 fue suspendida por el líder del grupo de los verdes en la cámara Bram van Ojik después de sospechas sobre una eventual divulgación de información confidencial sobre el procedimiento de designación del nuevo Defensor del Pueblo (Nationale ombudsman) por parte de compañeros del partido, y donde Voortman estaría implicada. Sin embargo, meses más tarde el fiscal declaró que Linda tenía el pleno derecho a discutir el procedimiento y que derivar en un proceso penal sólo con sospechas era incorrecto.